# Ángela Sierra
Ángela Sierra González (Santa Cruz de Tenerife, 10 de enero de 1945) es una política y filósofa española.

## Biografía
Es licenciada en derecho, doctora en filosofía por la Universidad de Barcelona, y fue decana y profesora titular de filosofía en la Universidad de La Laguna hasta el año 2012. 
Fue eurodiputada entre 1994 y 1999 por Izquierda Unida/GUE-NGL, es miembro de la Comisión Jurídica y de Derechos de los Ciudadanos, así como de la Comisión de la Mujer, docente e investigadora del Instituto de Estudios Universitarios de la Universidad de La Laguna.  
En los últimos tiempos ha desarrollado trabajos relativos a derechos humanos, pensamiento utópico y género. Además, Ángela Sierra coordina el posgrado Filosofía, Cultura y Sociedad. 

## Obra
Entre sus numerosas publicaciones destacan "Las utopías, del estado real a los estados soñados", de 1987, y "Los orígenes de la ciencia de gobierno en la Atenas clásica", de 1989. Ha publicado también numerosos artículos en revistas nacionales y extranjeras.
Autora de informes sobre El estado de los derechos humanos en la UE y sobre Cohesión y sociedad de la Información para la Comisión de Política Regional del Parlamento Europeo.